# Michael Ironside
Pour les articles homonymes, voir Ironside.
Frederick Ironside, dit Michael Ironside, né le 12 février 1950 à Toronto, est un acteur, producteur, réalisateur et scénariste canadien.
Apparu dans Scanners (1981) de David Cronenberg, ou encore la série V (1984-1985), il est notamment connu du grand public pour ses rôles de « dur à cuire » dans les films Top Gun (1986), Total Recall (1990) et Starship Troopers (1997).
Il prête également sa voix à de nombreux personnages, dont notamment à Darkseid dans le DC Animated Universe entre 1997 et 2006 ainsi qu'à Sam Fisher dans la série de jeux Tom Clancy's Splinter Cell entre 2002 et 2010. Remplacé dans Tom Clancy's Splinter Cell: Blacklist en 2013, il reprend le rôle dans les deux crossovers avec la franchise Tom Clancy's Ghost Recon, à savoir les jeux Wildlands (2017) et Breakpoint (2019). Il reprend également le rôle de Darkseid dans le jeu Lego DC Super-Vilains (2018) et la série Harley Quinn (2020-).
Aux alentours de la fin des années 2010, on le voit notamment dans L'Aliéniste (2018) ou encore The Dropout (2022).

## Biographie

### Jeunesse et débuts
Frederick Ironside est le fils de Robert Walter Ironside, agent d'entretien dans une usine et de Patricia June, née Passmore, femme au foyer.
Il étudie d'abord à l'Ontario College of Art pendant son adolescence. S'orientant vers une carrière d'acteur, à l'âge de 15 ans il écrit une pièce de théâtre, Le refuge, remportant le premier prix dans un concours universitaire. En outre, il remporte un prix de rédaction au Rivergate Collegiate Institute en 1967.

### Carrière
C'est en 1981 que Michael Ironside fait sa percée dans le cinéma aux yeux du grand public avec Scanners de David Cronenberg, puis en 1984 dans la série V, contribuant ainsi à son image de dur à cuire.
En 1986 dans le film Top Gun de Tony Scott, il joue le rôle de Rick « Jester » Heatherly, instructeur du programme Topgun. Mais c'est à Paul Verhoeven qu'il doit la consécration en incarnant l'impitoyable Richter dans Total Recall (1990).
En 1991, Michael Ironside incarne le général Katana, l'antagoniste du naufrage Highlander, le retour qui s'oppose aux immortels Christophe Lambert et Sean Connery, ainsi qu'à Virginia Madsen,,.
En 1997, il incarne l'emblématique lieutenant Rasczak dans Starship Troopers.

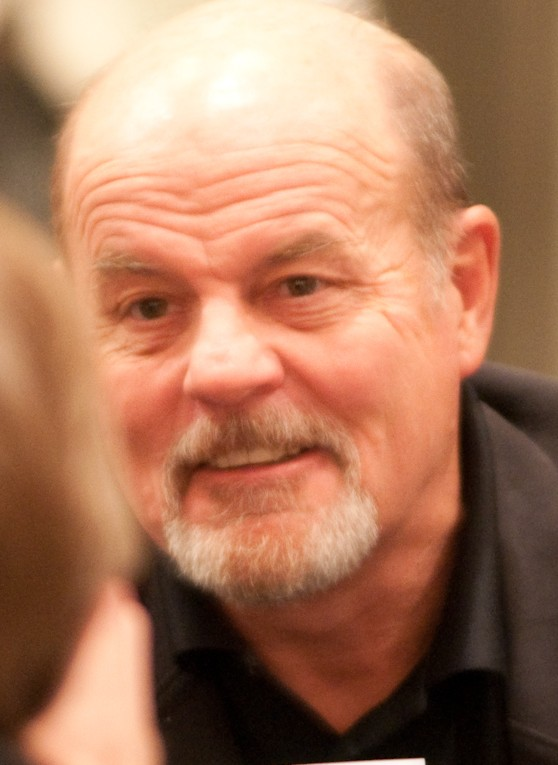
Michael Ironside en 2009.

Malgré des rôles marquants, il reste cantonné le plus souvent aux seconds rôles et films de série B, directement destinés au marché de la vidéo. Après de brefs passages dans la série médicale Urgences en 1995, il est choisi pour remplacer Roy Scheider en tant que capitaine dans la troisième saison de la série SeaQuest, police des mers. NBC annule la série après seulement treize épisodes. Il participe en tant qu'antagoniste aux quatre épisodes fleuves de la dernière saison de la série Walker, Texas Ranger en 2000 où il s'associe aux mafias américaines pour éliminer les agents infiltrés.
Il reste demandé par les grands studios, qui lui offrent des rôles dans des blockbusters tels que dans En pleine tempête en 2000.
En 2002, l'acteur est choisi par le studio  Ubisoft Montréal pour prêter sa voix à l'agent Sam Fisher dans le jeu vidéo Tom Clancy's Splinter Cell. L'acteur reprend le rôle dans les cinq volets suivants de la franchise, à savoir Tom Clancy's Splinter Cell: Pandora Tomorrow (2004), Tom Clancy's Splinter Cell: Chaos Theory (2005), Tom Clancy's Splinter Cell: Essentials (2006)[réf. nécessaire], Tom Clancy's Splinter Cell: Double Agent (2006) et Tom Clancy's Splinter Cell: Conviction (2010),,,. Pour le jeu vidéo Tom Clancy's Splinter Cell: Blacklist sorti en 2013, Ironside est remplacé par Eric Johnson.
Parallèlement, l'acteur continue son parcours vidéoludique, interprétant en 2002 le commandeur Mason dans le jeu de tir à la troisième personne Run Like Hell (en) du studio Interplay Entertainment ; le Dr Krone en 2006 dans le jeu de tir à la première personne TimeShift du studio Vivendi Games ; ainsi que le général Jack Granger dans le jeu de stratégie en temps réel Command and Conquer 3 : Les Guerres du Tiberium du studio Electronic Arts, sorti en 2007,.
Entre-temps, il retourne en 2004 dans l'univers DC Comics en prêtant ses traits au père de Lois Lane, le général Sam Lane (en), dans deux épisodes de la série Smallville qui est centrée sur la jeunesse de Clark Kent / Superman,.
En 2009, il campe le chef de la résistance dans le film Terminator Renaissance de McG, quatrième volet de la franchise Terminator.
En 2010, il reprend le rôle du général Sam Lane (en) dans un épisode de la dixième saison de la série Smallville.
En 2015, il joue le rôle de Lewis Snart, le père des super-vilains Leonard Snart / Captain Cold et Lisa Snart / Golden Glider (en), dans le troisième épisode de la deuxième saison de la série de DC Comics The Flash
En 2018, il tient le rôle récurrent de J.P. Morgan dans la première saison de la série L'Aliéniste. Toujours la même année, il reprend le rôle de Darkseid pour les besoins du jeu vidéo Lego DC Super-Vilains, soit douze ans après l'épisode final de la série Justice League diffusé en 2006. Il le reprend également de manière sporadique depuis 2020 dans la série d'animation Harley Quinn.
Parallèlement, l'acteur reprend un autre personnage phare de sa carrière, Sam Fisher. Ainsi, Ironside prête sa voix au célèbre agent en 2018 dans le contenu téléchargeable Operation Watchman du jeu Tom Clancy's Ghost Recon Wildlands, puis en 2020 dans le contenu téléchargeable Deep State du jeu Tom Clancy's Ghost Recon Breakpoint,.
En 2022, il prête sa voix à Kane dans la fiction audio The Callisto Protocol : Helix Station, préquelle du jeu The Callisto Protocol. Il interprète également le capital risqueur Don Lucas dans la mini-série The Dropout centrée sur Elizabeth Holmes.

## Filmographie

### Acteur

#### Cinéma

##### Films
- 1977 : Outrageous! de Richard Benner (en) : l'ivrogne
- 1978 : High-Ballin' (en) de Peter Carter : Butch
- 1978 : Le Jeu de la puissance (Power Play) de Martyn Burke : le tortionnaire (non-crédité au générique)
- 1979 : Summer's Children (en) de Julius Kohanyi (en) : le proxénète
- 1979 : Stone Cold Dead (en) de George Mendeluk : l'inspecteur de police assassiné
- 1980 : Double Negative de George Bloomfield (de) : Edgar
- 1980 : I, Maureen de Janine Manatis : le docteur Paul Johnson
- 1980 : Suzanne de Robin Spry : Jimmy
- 1981 : Scanners de David Cronenberg : Darryl Revok
- 1981 : La Fille du lac (en) (Surfacing) de Claude Jutra : Wayne
- 1982 : Terreur à l'hôpital central (Visiting Hours) de Jean-Claude Lord : Colt Hawker
- 1983 : American Nightmare (en) de Don McBrearty : le sergent Skylar
- 1983 : Le Guerrier de l'espace : Aventures en zone interdite (Spacehunter: Adventures in the Forbidden Zone) de Lamont Johnson : Overdog
- 1983 : À cran (Cross Country) de Paul Lynch : l'officier de police Roersch
- 1984 : Best Revenge de John Trent (en) : le dealer
- 1984 : Traitement mortel (The Surrogate) de Don Carmody : George Kyber
- 1985 : Le Jeu du faucon (The Falcon and the Snowman) de John Schlesinger : un agent du FBI
- 1986 : Jo Jo Dancer, Your Life Is Calling (en) de  Richard Pryor : l'inspecteur Lawrence
- 1986 : Top Gun de Tony Scott : Rick "Jester" Heatherly
- 1987 : Nowhere to Hide de Mario Azzopardi : Ben
- 1987 : Extrême Préjudice de Walter Hill : le major Paul Hackett
- 1987 : Le Bal de l'horreur 2 : Hello Mary Lou (Hello Mary Lou: Prom Night II) de Bruce Pittman : Bill Nordham
- 1988 : Manœuvre hostile (Hostile Takeover) de George Mihalka : Larry Gaylord
- 1988 : Watchers de Jon Hess : Lem Johnson
- 1989 : La Mémoire assassinée (Mindfield) de Jean-Claude Lord : Kellen O’Reilly
- 1989 : Destiny to Order de Jim Purdy : Kenrick
- 1990 : Total Recall de Paul Verhoeven : Richter
- 1991 : Highlander, le retour (Highlander II: The Quickening) de Russell Mulcahy : le général Katana
- 1991 : Payback de Russell Solberg : le shérif Pete
- 1991 : Chaindance d'Allan A. Goldstein : J.T. Blake
- 1991 : McBain de James Glickenhaus : Frank Bruce
- 1991 : Cafe Romeo de Rex Bromfield : Natino
- 1991 : Neon City de Monte Markham : Harry M. Stark
- 1992 : Meurtre dans l'objectif (Killer Image) de David Winning : Luther Kane
- 1992 : La Randonnée tragique (Black Ice) de Neill Fearnley : Quinn
- 1992 : Psychose meurtrière (The Vagrant) de Chris Walas : le lieutenant de police Ralph Barfuss
- 1992 : Le Démon des armes (Guncrazy) de Tamra Davis : M. Kincaid
- 1993 : Enquête à fleur de peau (Point of Impact) de Bob Misiorowski : Roberto Largo
- 1993 : Deux doigts de meurtre (Sweet Killing) d'Eddy Matalon : l'inspecteur Garcia
- 1993 : Night Trap (en) de David A. Prior : Bishop
- 1993 : Sauvez Willy (Free Willy) de Simon Wincer : Dial
- 1993 : Un père en cavale (Father Hood) de Darrell Roodt : Jerry
- 1994 : Le Scorpion rouge 2 (en) (Red Scorpion 2) de Michael Kennedy : le colonel West
- 1994 : Dans les griffes d'une blonde (Save Me) d'Alan Roberts : Oliver
- 1994 : Mercenaires en enfer (Fortunes of War) de Thierry Notz : Carl Pimmler
- 1994 : Red Sun Rising de Francis Megahy : le capitaine Meisler
- 1994 : The Killing Machine de  David Mitchell : M. Green
- 1994 : Tokyo Cowboy de Kathy Garneau : Lyle
- 1994 : Dans la gueule du loup (Forced to Kill) de Russell Solberg : le shérif Wilson
- 1994 : Bolt : Billy Niles
- 1994 : Miss Karaté Kid (The Next Karate Kid) de Christopher Cain : le colonel Dugan
- 1994 : L'Insigne de la honte (The Glass Shield) de Charles Burnett : l'inspecteur Gene Baker
- 1995 : Kids of the Round Table de Robert Tinnell : Butch Scarsdale
- 1995 : Major Payne de Nick Castle : le lieutenant-colonel Stone
- 1996 : The Destiny of Marty Fine de Michael Hacker : M. Capelli
- 1996 : Too Fast Too Young de Tim Everitt : le capitaine Floyd Anderson
- 1996 : Portraits of a Killer de Bill Corcoran : le sergent Ernie Hansen
- 1996 : One Way Out de Kevin Lynn : Walt
- 1997 : Cold Night Into Dawn de Serge Rodnunsky : Frank Parr
- 1997 : Starship Troopers de Paul Verhoeven : le professeur puis le lieutenant Jean Rasczak
- 1997 : One of Our Own de David Winning : l'inspecteur Jack Cooper
- 1998 : La Captive (Captive) de Roger Cardinal : l'inspecteur Briscoe
- 1998 : Black Light de Michael Storey : l'inspecteur Frank Schumann
- 1998 : Chicago Cab de Mary Cybulski et John Tintori : Al
- 1998 : Ivory Tower de Darin Ferriola : le marshall Wallace
- 1998 : Death Row the Tournament : un juge
- 1998 : Going to Kansas City de Pekka Mandart : Mike Malone
- 1998 : Desert Blue de Morgan J. Freeman : l'agent Frank Bellows
- 1999 : Trafic mortel (The Arrangement) de Michael Ironside : le détective Frank Connor
- 1999 : Southern Cross de James Becket : Garrison Carver
- 1999 : Question of Privilege de Rick Stevenson : le lieutenant Robert Ingram
- 1999 : Confiance trahie (A Twist of Faith) de Chris Angel : Alex Hunt
- 1999 : La Prophétie des ténèbres (The Omega Code) de Robert Marcarelli : Dominic
- 2000 : À la frontière du cœur (Borderline Normal)
- 2000 : Cause of Death : Jonas Phifer
- 2000 : Crime + Punishment de Rob Schmidt : Fred Skolnick
- 2000 : Heavy Metal 2000
- 2000 : En pleine tempête de Wolfgang Petersen : Bob Brown
- 2001 : Ignition de Yves Simoneau : Jake Russo
- 2001 : FBI : Enquête interdite de Richard Pepin : le sénateur Bill Armitage
- 2001 : L'Ascenseur : Niveau 2 de Dick Maas : Gunter Steinberg
- 2001 : Les Démons du maïs 7 : un prêtre
- 2001 : Chasseurs de démons : M.. M (voix)
- 2001 : Dead Awake de Marc S. Grenier : Skay
- 2001 : Extreme Honor de Steven Rush : Baker
- 2002 : Fallen Angels de Ian David Diaz : le shérif Ed Rooney
- 2002 : Fairytales and Pornography de Chris Philpott : Justice Coulton
- 2003 : Méga Cyclone (Maximum Velocity) de Phillip J. Roth : le général Amberson
- 2003 : The Failures de Tim Hunter : Depressor
- 2004 : The Machinist de Brad Anderson : Miller
- 2005 : Reeker de Dave Payne : Henry
- 2005 : Deepwater de David S. Marfield : Walnut
- 2005 : Guy X de Saul Metztein : Guy X
- 2005 : On That Day : le père de Daniel
- 2006 : First Bite : Theo
- 2008 : The Alphabet Killer : le capitaine Nathan Norcross
- 2008 : Mutants de Amir Valinia : le colonel Gauge
- 2008 : Surveillance de Jennifer Lynch : le capitaine Billings
- 2009 : Terminator Renaissance de McG : le général Ashdown
- 2009 : Level 26: Dark Origins : Tom Riggins
- 2009 : The Jazzman de Mike Koffman : Bernie
- 2011 : X-Men : Le Commencement de Matthew Vaughn : le capitaine du navire américain
- 2011 : Level 26 Dark Prophecy de Anthony E. Zuiker : Tom Riggins
- 2014 : Extraterrestrial de Colin Minihan : Travis
- 2015 : Turbo Kid de François Simard, Anouk Whissell et Yoann-Karl Whissell : Zeus
- 2015 : Synchronicity de Jacob Gentry : Klaus Meisner
- 2017 : The Space Between : Nick
- 2021 : Nobody de Ilia Naïchouller : Eddie Williams
- 2022 :  The Last Dracula : Jack Seward
- 2023 : BlackBerry de Matt Johnson
- 2025 : Nobody 2 de Timo Tjahjanto : Eddie Williams

##### Film d'animation
- 1994 : Felidae de Michael Schaack : Jesaja (doublage version anglophone)

#### Télévision

##### Téléfilms et séries télévisées
- 1974 : The Ottawa Valley (téléfilm) de Janine Manatis : le soldat dans le train (non-crédité au générique)
- 1978 : For the Record (anthologie), saison 3, épisode 1 "A Matter of Choice" : le policier
- 1979 : The Family Man (téléfilm) de Glenn Jordan : le barman
- 1979 : Le Vagabond (The Littlest Hobo) (série télévisée) de William Keys et J.A. Gaudet, saison 1, épisode 6 "Le Détective privé" (Silent Witness) : Bill
- 1979 : A Paid Vacation (téléfilm) de Ralph L. Thomas : Haggart
- 1980 : Clown White (téléfilm) de Paul Shapiro : Max
- 1980 : Coming Out Alive (téléfilm) de Don McBrearty : Gateway
- 1981 : The July Group (téléfilm) de George McCowan : Duffy
- 1982 : Off Your Rocker (téléfilm) de Morley Markson et Larry Pall : Victor
- 1983 : Le Portrait de Dorian Gray (The Sins of Dorian Gray) (téléfilm) de Tony Maylam : Alan Campbell
- 1983 : L'Agence tous risques (The A-Team) (série télévisée) de Frank Lupo et Stephen J. Cannell, saison 2, épisode 7 "La Guerre des taxis" (The Taxicab Wars) : Miler Crane
- 1983 : Capitaine Furillo (Hill Street Blues) (série télévisée) de Steven Bochco et Michael Kozoll, saison 4, épisode 8 "A mi-chemin de rien" (Midway to What ?) : Schrader
- 1984 : Mike Hammer (Mickey Spillane's Mike Hammer) (série télévisée) de Jay Bernstein, saison 2, épisode 5 "Le Sentier de la guerre" (Warpath) : Wade Bennett
- 1984 : V, la Bataille finale (V: The Final Battle) (mini-série) de Kenneth Johnson : Ham Tyler (3 épisodes)
- 1984-1985 : V : La série (V : The Series) (série télévisée) de Kenneth Johnson : Ham Tyler (13 épisodes)
- 1985 : Meurtre dans l'espace (Murder in Space) (téléfilm) de Steven Hilliard Stern : le capitaine Neal Braddock
- 1985 : The Cap (téléfilm) de Robert A. Duncan : le père de Steve Diamond
- 1986 : Le Voyageur (The Hitchhiker) (anthologie), saison 3, épisode 8 "Le Grand tournant" (Dead Man's Curve) : le shérif Lee
- 1987 : Alfred Hitchcock présente (anthologie), saison 2, épisode 3 "L'Homme dans le vide" (Man on the Edge) : le lieutenant Rick Muldoon
- 1987 : Cap Danger (Danger Bay) (série télévisée) de Paul Saltzman, saison 4, épisode 13 "Une Erreur de pilotage" (Pilot Error) : Charles Fuller
- 1987 : Ford: The Man and the Machine (téléfilm) d'Allan Eastman : Harry Bennett
- 1988 : Le Monde fantastique de Ray Bradbury (The Ray Bradbury Theater) (anthologie) de Ray Bradbury et Mark Massari, saison 2, épisode 1 "Les Fruits posés au fond de la coupe" "(The Fruit at the Bottom of the Bowl)" : William Acton
- 1988 : One Boy, One Wolf, One Summer (court-métrage de télévision) de Ken Jubenvill : Don
- 1989 : Murder by Night (téléfilm) de Paul Lynch : l'inspecteur Carl Madsen
- 1990 : Les Contes de la crypte (Tales from the Crypt) (anthologie), saison 2, épisode 7 "Le Sacrifice" (The Sacrifice) : Jerry
- 1991 : Deadly Surveillance (téléfilm) de Paul Ziller : Fender
- 1991 : Dangereusement belle (Drop Dead Gorgeous) (téléfilm) de Paul Lynch : l'interrogateur de l'asile (non-crédité au générique)
- 1993 : Seul contre la pègre (Marked for Murder) (téléfilm) de Mimi Leder : Bats O’Bannion
- 1994 : La revanche de l'Ouest (Dead Man's Revenge) (téléfilm) d'Alan J. Levi : Luck Hatcher
- 1994 : Victime du passé (Probable Cause) (téléfilm) de Paul Ziller : Gary Yanuck
- 1995 : Singapore Sling: Road to Mandaley (téléfilm) de John Laing : Steiger
- 1995 : Les Contes de la crypte (Tales from the Crypt) (anthologie), saison 6, épisode 13 "Quand vient l'aurore" (Comes the Dawn) : Burrows
- 1995-1996 : SeaQuest, police des mers (SeaQuest DSV) (série télévisée) de Rockne S. O'Bannon, saison 3 : le capitaine Oliver Hudson (13 épisodes)
- 1995, 1998 et 2002 : Urgences (ER) (série télévisée) de Michael Crichton : le docteur William "Wild Willy" Swift (6 épisodes)
- 1996 : Phase terminale (Terminal) (téléfilm) de Larry Elikann : Sterling Rombauer
- 1997 : The Arrow (téléfilm) : le directeur de la CIA
- 1997 : Johnny 2.0. (téléfilm) de Neill Fearnley : Frank Donahue
- 1997 : FX, effets spéciaux : Montree
- 1998 : Voyage of Terror (téléfilm) de Brian Trenchard-Smith : McBride
- 1999-2001 : Au-delà du réel, l’aventure continue : le général Quince / l'ambassadeur Prossor
- 2000 : Walker, Texas Ranger (série télévisée) de Leslie Greif et Paul Haggis, saison 9 : Nolan Pierce (4 épisodes)
- 2000 : Nuremberg (téléfilm) : le colonel Burton Andrus
- 2001 : The Red Phone Manhunt (téléfilm) : Bremer
- 2001 : Les Aventures de Jett Jackson (Jett Jackson: The Movie) (téléfilm) de Shawn Levy : le docteur Kragg
- 2002 : Le Dernier Chapitre : Bob Durelle
- 2002 : The Red Phone: Manhunt (téléfilm) de  Jerry Jameson : le chef de section
- 2002 : Washington Police : Dmitri Putin
- 2003 : Hemingway vs. Callaghan (mini-série) de Michael DeCarlo : Harry
- 2003 : The Red Phone: Checkmate (téléfilm) de Jerry Jameson : Bremer
- 2003 :  Alaska (téléfilm) de Kim Manners
- 2003-2004 : Andromeda : le patriarche
- 2004 et 2010 : Smallville : le général Sam Lane (en) (saison 4, épisodes 2 et 3 ; saison 10, épisode 7)
- 2005 : Young Blades : le cardinal Mazarin
- 2005 : Bloodsuckers (téléfilm) de Matthew Hastings : Muco
- 2005-2006 : Desperate Housewives (épisode 2.10, « Mon père, ce tordu ») : Curtis Monroe
- 2006 : New York Volcano : Andrew Levering
- 2006 : Les Maîtres de l'horreur : M.. Chaney
- 2006 : Stargate SG-1 : Seevis
- 2006 : The Veteran (téléfilm) : Mark Jordan
- 2008 : L'engrenage de la haine (The Terrorist Next Door) (téléfilm) : Wade
- 2008 : Au cœur de la tempête (téléfilm) : James
- 2008 : Esprits criminels : John
- 2009 : Hardwired
- 2009 : Cold Case : Affaires classées : le commandant Murillo
- 2010 : Lake Placid 3 : Tony
- 2010 : Castle (saison 2, épisode 21) : Victor Racine
- 2010 : Burn Notice (saison 4, épisode 1) : Gregory Hart
- 2010 : Le Cœur de l'océan : Blaine
- 2012 : Vegas : Porter Gainsley (4 épisodes)
- 2012 : Community : Lieutenant Colonel Norbert Archwood (1 épisode)
- 2015 : The Lizzie Borden Chronicles : Warren Stark (saison 1, épisode 1)
- 2015 : The Flash : Lewis Snart (saison 2, épisode 3)
- 2018 : L'Aliéniste : J.P. Morgan (4 épisodes)
- 2019 : Hawaii 5-0 : Robert Castor (saison 9, épisode 17)
- 2021 : Association criminelle : Richard Melnick (6 épisodes)
- 2022 : The Dropout : Don Lucas (2 épisodes)
- 2022 : Barry : Andrei (saison 3, épisode 5 et saison 4, épisode 4)
- 2022 : Un automne à deux (Pumpkin Everything)

##### Séries d'animation
- 1997-2000 : Superman (Superman: The Animated Series) : Darkseid (7 épisodes)
- 1998 : Batman : 80's Batman (version Batman: The Dark Knight Returns - épisode Legends of the Dark Knight)
- 2003-2006 : La Ligue des justiciers (Justice League) : Darkseid (4 épisodes)
- 2004 : Jackie Chan : le chef des Dragon Scout (saison 5, épisode 4
- 2008-2009 : Wolverine et les X-Men (Wolverine and the X-Men) : Colonel Moss (5 épisodes) et le Dr Brooks (saison 1, épisode 20)
- 2013 : Transformers: Prime : Ultra Magnus (9 épisodes)
- 2016 : Les Tortues Ninja (Teenage Mutant Ninja Turtles) : l'empereur Zanmoran (saison 4, épisode 7)
- depuis 2020 : Harley Quinn : Darkseid (4 épisodes - en cours)

### Scénariste
- 1999 : Chaindance
- 1991 : Trafic mortel (The Arrangement)

### Réalisateur
- 1991 : Trafic mortel (The Arrangement)

## Ludographie
- 2000 : Project I.G.I. : David Llewellyn Jones (cris, non crédité)
- 2002 : Tom Clancy's Splinter Cell : Sam Fisher
- 2002 : Run Like Hell (en) : Commandeur Mason
- 2004 : Tom Clancy's Splinter Cell: Pandora Tomorrow : Sam Fisher
- 2005 : Tom Clancy's Splinter Cell: Chaos Theory : Sam Fisher
- 2006 : Tom Clancy's Splinter Cell: Essentials : Sam Fisher
- 2006 : Tom Clancy's Splinter Cell: Double Agent : Sam Fisher
- 2006 : TimeShift : Docteur Krone
- 2007 : Command and Conquer 3 : Les Guerres du Tiberium : Général Jack Granger
- 2010 : Tom Clancy's Splinter Cell: Conviction : Sam Fisher
- 2017 : Tom Clancy's Ghost Recon Wildlands : Sam Fisher (Contenu Operation Watchman sorti en 2018)
- 2018 : Lego DC Super-Vilains : Darkseid
- 2019 : Tom Clancy's Ghost Recon Breakpoint : Sam Fisher (Contenu Deep State sorti en 2020)

## Fiction audio
- 2022 : The Callisto Protocol : Helix Station : Kane

## Dans la culture populaire
Dans plusieurs de ses films, les personnages qu'il incarne perdent souvent un membre : une main, une tête (Highlander, le retour), un bras (Starship Troopers, The Machinist, Guy X), les deux jambes (Starship Troopers), voire les deux bras (Total Recall).

## Distinctions

### Récompenses
- Festival international du film de Catalogne 2011 : Lauréat du Prix d'honneur « Time-Machine ».
- 2014 : BTVA Special/DVD Voice Acting Awards de la meilleure performance vocale pour l'ensemble de la distribution dans une série télévisée d'action pour Transformers: Prime (2010-2013) partagé avec Sumalee Montano, Steve Blum, Frank Welker, Will Friedle, John Noble, Peter Cullen, Peter Mensah, David Sobolov, Kevin Michael Richardson, Nolan North, James Horan, Daran Norris et Jeffrey Combs.

### Nominations
- 2014 : BTVA Television Voice Acting Awards de la meilleure performance vocale pour l'ensemble de la distribution dans une série télévisée d'action pour Transformers: Prime (2010-2013) partagé avec Sumalee Montano, Steve Blum, Frank Welker, Will Friedle, John Noble, Peter Cullen, Peter Mensah, David Sobolov, Kevin Michael Richardson, Nolan North, James Horan, Daran Norris et Jeffrey Combs.
- 2014 : BTVA Television Voice Acting Awards de la meilleure performance vocale masculine dans une série télévisée d'action pour Transformers: Prime (2010-2013).

## Voix francophones
En version française, Michael Ironside est doublé par plusieurs comédiens durant les années 1980 et 1990. Ainsi, il est doublé par Max André dans Scanners, Mario Santini dans V, la Bataille finale, Marc de Georgi  dans Terreur à l'hôpital central et V, Gérard Dessalles dans Extrême Préjudice, Jean Barney dans Top Gun, Richard Darbois dans Total Recall, Neon City et Highlander, le retour, Marc Alfos dans Psychose meurtrière, Marcel Guido dans Sauvez Willy, Pascal Renwick  dans Un père en cavale, Patrice Baudrier dans L'ange de la mort (en), Michel Creton dans Miss Karaté Kid, Jean-François Aupied dans Urgences, Hervé Jolly dans SeaQuest, police des mers ou encore Gabriel Le Doze dans  Starship Troopers.
Jean-Pierre Moulin le double de 1999 à 2013 dans Au-delà du réel : L'aventure continue, Walker, Texas Ranger, Nuremberg, Stargate SG-1, Smallville, New York Volcano et Vegas. Philippe Dumond le double de 2000 à 2010 dans En pleine tempête, Deepwater, Surveillance, Terminator Renaissance et The Bannen Way. Durant cette période, il est également doublé par Vincent Grass dans L'Ascenseur : Niveau 2, Jean-Pierre Leclerc dans The Machinist, Igor de Savitch dans Desperate Housewives et Cold Case : Affaires classées, Pascal Germain dans Esprits criminels, Yves-Henri Salerne dans Castle, Jean-Bernard Guillard dans X-Men : Le Commencement, Jérôme Keen dans XIII, la série ou encore Michel Voletti dans Ice Soldiers. Gabriel Le Doze le retrouve dans Burn Notice, de même qu'Hervé Jolly dans Justified.
À partir du milieu des années 2010, Philippe Dumond le retrouve dans Flash, de même que Jean Barney dans Ransom, This Is Us ou encore The Dropout. Achille Orsoni le double dans L'Aliéniste, Patrice Melennec dans Nobody et Patrick Messe dans Un automne à deux.